# Караваев, Николай Михайлович
Николай Михайлович Караваев (1890—1979) — советский учёный-химик, геохимик и технолог. Член-корреспондент Академии наук СССР с 1946 года. Основные труды посвящены химии и технологии твёрдого ископаемого топлива.

## Биография
Н. М. Караваев родился 7 июня (по старому стилю 26 мая) 1890 года на хуторе Новониколаевский станицы Михайловской Хопёрского округа Области Войска Донского. Ныне это посёлок городского типа Новониколаевский Волгоградской области.
Во время Первой мировой войны был мобилизован и направлен в Нью-Йорк в качестве приёмщика военного снаряжения (изделий из кожи) от Всероссийского земского союза. В дальнейшем определённая специализация Караваева в кожевенном производстве использовалась молодой Советской властью. Например, он состоял членом технического совета Главного управления кожевенной промышленности ВСНХ. Но поскольку уже в 1920 году Николай Михайлович получил высшее образование в МВТУ, его интересы распространялись гораздо шире проблем выделки кож.
Работал:
- 1920—1930: Московское высшее техническое училище;
- 1924—1932: Всесоюзный теплотехнический институт;
- 1925—1932: Московский химико-технологический институт[9];
- 1939—1951: Институт горючих ископаемых АН СССР;
- 1946—1979: Московский институт химического машиностроения[8].

После 1925 года основным местом работы Н. М. Караваева можно считать Кафедру пирогенных процессов в МХТИ имени Д. И. Менделеева , где он читал курс коксохимии. В 1929 году декан химического факультета (отделения) МХТИ.
В период с 1932 по 1939 был командирован в Новосибирск для организации угольного института. После возвращения из Новосибирска Караваев работал в Институте горючих ископаемых Академии наук. В 1941 году институт был эвакуирован в Казань. В 1943 вернулся в столицу из эвакуации. В декабре 1946 года Караваев был избран членом-корреспондентом АН СССР.

### Кафедра коксохимии
В 1946 году Н. М. Караваев начал работать в МИХМе на кафедре «Механическое оборудование заводов пирогенных производств», которую возглавил. Если проследить исторически, то это та же самая кафедра МХТИ им. Д. И. Менделеева, к созданию которой в 1926 году Караваев имел самое непосредственное отношение. В 1931 году эта кафедра выпустила около 50-и дипломированных инженеров-коксохимиков, а затем из состава МХТИ был выделен Московский институт инженеров химического машиностроения, куда она вошла под названием «Кафедра коксохимии». В это время Караваев с сотрудниками уехал в Сибирь.
В 1944 году Кафедра коксохимии разделилась на три: собственно «Механическое оборудование заводов пирогенных производств», «Механическое оборудование газогенераторных и полукоксовых установок» и «Механическое оборудование заводов искусственного жидкого топлива», а к началу 60-х эти кафедры снова слились в одну — «Машины и аппараты по химической переработке топлив» — которую возглавил Караваев. В возрасте 75-и лет Николай Михайлович оставил руководство кафедрой, но продолжал работать в её составе вплоть до своей смерти 25 января 1979 года.
Кроме работы в МИХМе с 1967 по 1979 год возглавлял редакцию журнала «Химия твердого топлива».
Похоронен на Донском кладбище.

## Научная деятельность
Основным направлением научных работ Караваева стали химические исследования твёрдого топлива — от каменного угля до лигнита — и способы его химической переработки. Основным драйвером поиска — необходимость получения искусственного жидкого топлива. Однако после открытия в 1932 году Волго-Уральской нефтегазоносной области острота проблемы с жидкими углеводородами в стране сначала уменьшилась, а потом и вовсе перестала ощущаться. В этих условиях исследования Н. М. Караваева стали менее прикладными и более углублёнными.

### Комментарии
1. ↑  Очевидно, через Земгор.
2. ↑  Например, в 1923 году Н. М. Караваев одновременно является преподавателем МВТУ, членом технического совета Главупркож и отправляется в командировку в Великобританию и США «для ознакомления с состоянием лесохимической промышленности»[7].
3. ↑  Предположительно, участвовал в создании КузНИУИ в Новосибирске в 1934 году[12].
4. ↑  На месте «разорённой» кафедры в Менделеевке организуется Кафедра химической технологии твёрдого топлива[13].
5. ↑  Журнал выпускался в 30-х годах. Караваев возобновил его выпуск, который продолжается и сейчас: ISSN издания 0023-1177.